# Native Women’s Association of Canada
Die Native Women’s Association of Canada (NWAC) ist eine Organisation der indigenen kanadischen Frauen, insbesondere der First Nations und der Métis. Die Frauen der dritten indigenen Gruppe in Kanada, der Inuit, schufen sich eine eigene Organisation namens Pauktuutit.

## Geschichte

### Gründung (1974), Kernfragen, Präsidentinnen
Die NWAC ging 1974 aus der Vereinigung von 13 indigenen Frauengruppen hervor. Die Organisation wird von einer Präsidentin und einem board of directors geleitet. Seit 2004 ist Beverley Jacobs Präsidentin.
Neben den anfangs dominierenden Themen der rechtlichen Situation indigener Frauen, insbesondere der Frage nach dem Verlust des Indianer-Status (vgl. Indian Act), hat sich die Situation insofern verschoben, als neben der Gewalt gegen indigene Frauen die Bildungschancen im Fokus stehen.
Im Rechtsstreit um die Beteiligung der Frauenorganisation bei den Verhandlungen um den Charlottetown Accord scheiterte die Klage Native Women’s Association of Canada v. Canada 1994. Dabei ging es um die Frage, ob die kanadische Regierung verpflichtet sei, eine Gruppe bei Verfassungsfragen materiell zu unterstützen und sie für ihre ethnische Gruppe sprechen zu lassen.
Bertha Clark, eine frühere Präsidentin der NWAC wurde am 22. Februar 2008 für ihre Verdienste in den höchsten Orden Kanadas aufgenommen, den Order of Canada.
2009 wurde Jeannette Corbiere Lavell zur Präsidentin gewählt.

### Ungeklärte Gewalttaten gegen indigene Frauen
Seit 2004 führt die Organisation Mahnwachen (Sisters In Spirit vigils) durch, die 2006 in 11 Orten stattfanden, 2009 bereits in 69. Die Organisation hat rund 520 Fälle dokumentiert, vermutet aber zahlreiche weitere Fälle, in denen indigene Frauen ermordet wurden bzw. vermisst werden. Auf dem Highway 16 im Norden British Columbias verschwanden beispielsweise allein 9 Frauen. Die Wachen finden jedes Jahr am 4. Oktober statt, die Teilnehmer sind in Schwarz gekleidet. Amnesty International beklagte das schockierende Versagen der Regierung bei der Aufklärung der Fälle bereits in einem Bericht des Jahres 2004 („Stolen Sisters“: Discrimination and Violence against Indigenous Women in Canada). Ein Bericht des Jahres 2007 beklagt die Untätigkeit der Behörden, aber auch die Marginalisierung der Frauen und vermutet, dass beides Täter zum Verbrechen ermutigt. Hinzu kommt eine Aufklärungsrate von nur 52 % in diesen Fällen der „Soeurs volées“, eine Zahl, die bei Morden an anderen Opfern im nationalen Durchschnitt bei rund 80 % liegt.